# Els pares d'ella
Els pares d'ella  (títol original: Meet the Parents) és una pel·lícula estatunidenca dirigida per Jay Roach, estrenada el 2000. Ha estat doblada al català. És el primer film de la sèrie Meet the Parent.

## Argument
Gaylord « Greg » Focker, infermer a Chicago, es prepara per demanar la seva mà a la seva companya Pamela « Pam » Byrnes, professora a l'escola primària. Rep una trucada telefònica de la seva germana que li anuncia que va a casar-se amb el seu company Bob, metge, que prèviament ha demanat el consentiment patern.
Són doncs convidats dues setmanes més tard al matrimoni, a casa dels pares: Jack i Dina Byrnes. No sap el que l'espera en particular amb el seu sogre, antic agent de la CIA que es fa passar per a un antic florista.

## Repartiment
- Robert De Niro: Jack Byrnes
- Ben Stiller: Gaylord « Greg » Focker
- Teri Polo: Pam Byrnes
- Blythe Danner: Dina Byrnes
- Nicole DeHuff: Deborah « Debby » Byrnes
- Jon Abrahams: Denny Byrnes
- Owen Wilson: Kevin Rawley
- James Rebhorn: Dr. Larry Banks
- Thomas McCarthy: Dr. Bob Banks
- Phyllis George: Linda Banks

### Al voltant de la pel·lícula
L'èxit del film ha donat lloc ha una emissió de telerealitat americana titulada Meet my folks l'any 2002. Una continuació, Meet the Fockers, ha estrenada l'any 2004, amb els mateixos actors - amb Dustin Hoffman i Barbra Streisand. Un 3r film es va estrenar el 22 de desembre de 2010, Little Fockers.

## Premis i nominacions
- Nominació al Globus d'Or al millor actor musical o còmic per a Robert De Niro
- Nominació a l'Oscar a la millor cançó original 2000

## Crítica
- "El conjunt acaba ressentint-se de certa debilitat per la gràcia mecànica, tornant-se, fet i fet, reiteratiu i previsible. (...) Para amants de la neo-comèdia amb ànima clàssica. (...) Puntuació: ★★★ (sobre 5)."[3]

- "Agradable (...) podria haver estat més enginyosa i menys 'una successió d'acudits' si el personatge de Greg hagués estat menys rídículitzat (...) En qualsevol cas és una precisa comèdia, i cap dels acudits són forçats, la qual cosa fa de 'Meet the Parents' un assoliment singular."[4]